# 北京大学心理与认知科学学院
北京大学心理与认知科学学院，原名北京大学心理学系，是北京大学的一个学院。自1900年开始本科生心理学课程，前校长蔡元培先生1917年赴德国留学归来后建立了国内第一个心理学实验室。建国后因为历史原因，心理学系并入哲学系，1978年恢复建系。现任系主任方方教授，地址在北京大学燕园哲学楼。2016年5月10日，北京大学心理学系更名为北京大学心理与认知科学学院。
學院下分四個科系，分為大腦與認知科學系、管理與社會心理學系、臨床與健康心理學系、發展與教育心理學系。